# Eupithecia macrocyclata
Eupithecia macrocyclata là một loài bướm đêm trong họ Geometridae.